# Kuniharu Nakamoto
Kuniharu Nakamoto (født 29. oktober 1959) er en japansk fodboldspiller.

## Japans fodboldlandshold
| Japans landshold | Japans landshold | Japans landshold |
| År               | Kmp              | Mål              |
| ---------------- | ---------------- | ---------------- |
| 1987             | 5                | 0                |
| Total            | 5                | 0                |